# Methanococcales
Ordre
Classification phylogénétique
- Classe : Methanococci
  - Ordre : Methanococcales
    - Famille : Methanocaldococcaceae
      - Genre : Methanocaldococcus
      - Genre : Methanotorris

    - Famille : Methanococcaceae
      - Genre : Methanococcus
      - Genre : Methanothermococcus

Les Methanococcales sont un ordre d'archées de la classe des Methanococci.